# IC 3429
IC 3429 је спирална галаксија у сазвјежђу Береникина коса која се налази на листи објеката дубоког неба у Индекс каталогу.
Деклинација објекта је + 23° 32' 44" а ректасцензија 12h 30m 7,9s. Привидна величина (магнитуда) објекта IC 3429 износи 15,4 а фотографска магнитуда 16,2.